# Zanzíbar
Zanzíbar (probablemente del persa زنگبار zangi-bar, que significa ‘costa de los negros’ o del árabe zanjabil, que significa 'jengibre') es una región semiautónoma de Tanzania que comprende un par de islas alejadas de la costa oriental de África llamadas Unguja o Zanzíbar (1554 km²) y Pemba (984 km²). A estas islas y a la isla de Mafia se les suele llamar islas de las especias, aunque el término suele asociarse más con las islas Molucas en Indonesia.
El centro económico y principal centro urbano es la Ciudad de Zanzíbar en la isla de Unguja, famosa por ser la ciudad que vio nacer a Freddie Mercury, vocalista del célebre grupo Queen, y al escritor Abdulrazak Gurnah, Premio Nobel de Literatura 2021. Stone Town (la Ciudad de Piedra de Zanzíbar, centro histórico) fue declarada Patrimonio de la Humanidad por la Unesco en el año 2000, al ser una de las ciudades más importantes de la cultura suajili.
Las principales industrias son las especias (nuez moscada, canela y pimienta) y el turismo. Zanzíbar es también el único lugar en donde habita el mono colobo rojo de Zanzíbar.

## Historia
Zanzíbar ha estado habitado durante al menos 20 000 años; su historia escrita comienza cuando el archipiélago se convirtió en un lugar de paso para los comerciantes que viajaban entre Arabia, India y África. La isla de Unguja ofrecía un puerto seguro y bien protegido, y aunque el archipiélago en sí ofrecía pocos productos de valor, los árabes se asentaron en lo que se convertiría Ciudad de Zanzíbar (Stone Town) y la convirtieron en un centro de comercio con las poblaciones costeras del África oriental. Los árabes construyeron fortalezas en las islas y construyeron la primera mezquita del hemisferio sur.
A finales del siglo XV, y a raíz del viaje de Vasco da Gama de 1499, los portugueses fueron los primeros europeos que consiguieron el control de Zanzíbar, que mantuvieron durante casi dos siglos. Fue conquistada por inmigrantes persas de Shiraz y más tarde, en 1698, se convirtió en parte de las posesiones del sultanato de Omán, que se apoderó del enclave, desarrollando una economía de comercio y plantaciones, con una élite árabe gobernante sobre una mayoría de población africana. En las plantaciones de Zanzíbar se cultivaron especias, por lo que enclave pasó a conocerse como «islas de las Especias» (un nombre que también adquirieron las islas Molucas, que forman parte de la actual Indonesia). Otro producto importante en la economía zanzibarí era el marfil, obtenido de los colmillos de los elefantes africanos. El tercer pilar de la economía lo constituían los esclavos africanos, que convirtieron a Zanzíbar, entre los siglos XVII y XIX en un importante centro esclavista del mundo árabe, creando un sistema comercial triangular con Arabia y la India similar al sistema esclavista triangular de Europa-África-América (El gobierno británico puso fin al tráfico de esclavos a fines del siglo XIX bajo el gobierno del sultán omaní Hamud ibn Mohámmed, controlado por los británicos). El sultanato de Zanzíbar, independizado de Omán en 1861, controlaba una parte sustancial de la costa oriental africana, conocida como Zanj, y numerosas rutas comerciales africanas.
Gradualmente el control de Zanzíbar pasó al Imperio británico, que tomó posesión del lugar como parte de su política expansiva colonial y también en parte debido al ímpetu del movimiento abolicionista de la esclavitud. En 1890 Zanzíbar se convirtió en un protectorado británico. Los británicos designaron visires desde 1890 hasta 1913 y luego, residentes británicos desde 1913 hasta 1963. La muerte del sultán Khalid bin Bargash en 1896 y su sucesión por parte de un candidato no aprobado por los británicos llevó a la guerra anglo-zanzibarí, considerada la guerra más breve de la historia (38 minutos).
En 1963 el archipiélago de Zanzíbar consiguió la independencia como una monarquía constitucional, pero las tensiones étnicas entre árabes y africanos llevaron poco después a la sangrienta revolución de Zanzíbar en la que el sultán de Zanzíbar fue derrocado, varios miles de árabes e indios fueron asesinados y otros miles expulsados y sus propiedades y confiscadas por el nuevo gobierno de la República de Zanzíbar y Pemba. En el mes de abril, la nueva república alcanzó un acuerdo con la vecina Tanganika, uniéndose para formar el 26 de abril de 1964 Tanzania, un nuevo país en el que Zanzíbar constituía una región autónoma. En enero de 2001 se produjo una masacre en Zanzíbar como resultado de unas elecciones con resultados cuestionados.

## Política
Aunque Zanzíbar es parte de Tanzania, elige a su propio presidente quien es la cabeza de estado para los asuntos internos de la isla. Fue elegido para este oficio el 29 de octubre de 2000.
También tiene su propia «Casa de los Representantes» (con 50 lugares) elegidos directamente por voto universal (ejerciendo por un término de 5 años) para hacer leyes especialmente para Zanzíbar.

## Economía

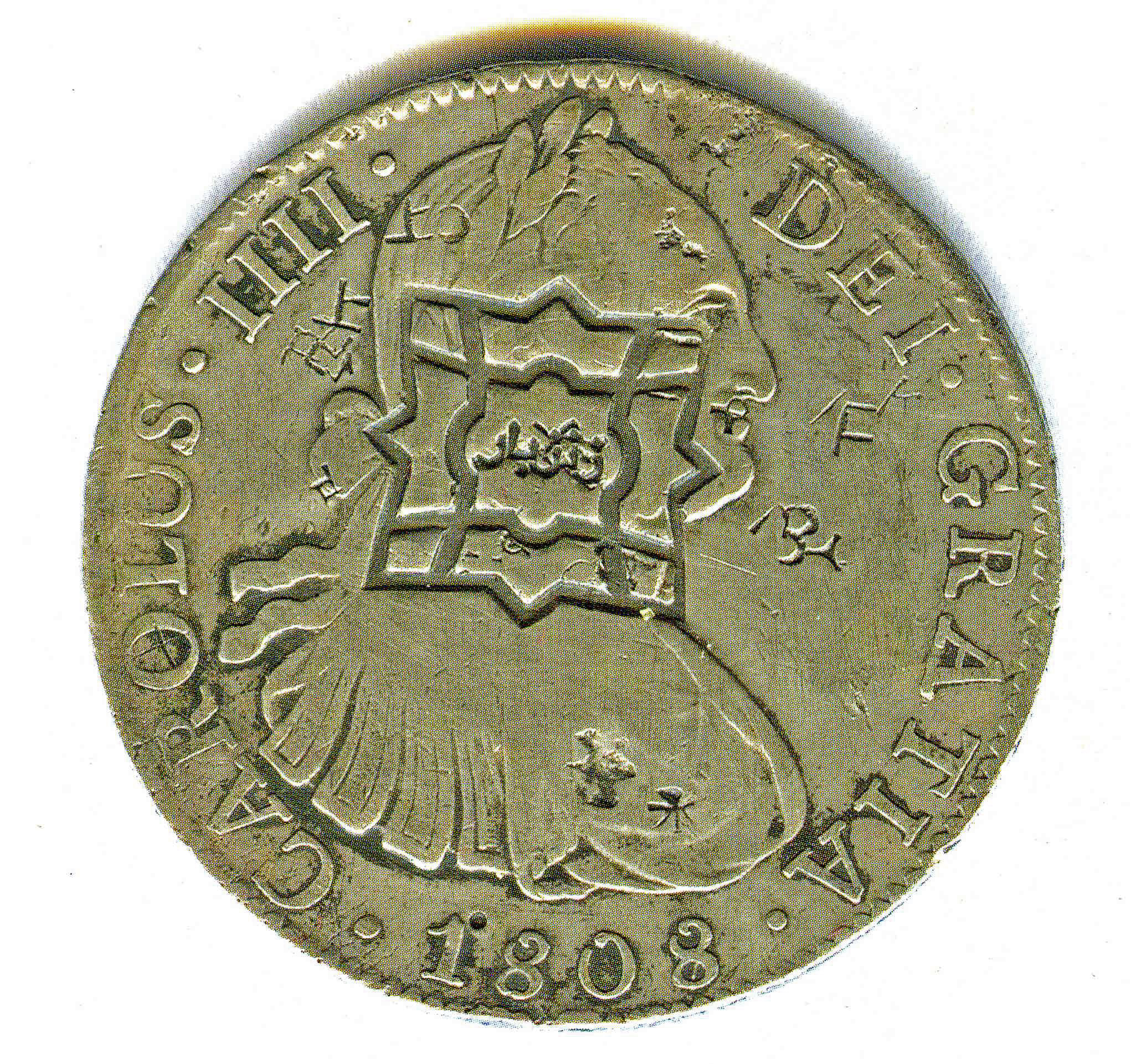
Moneda española de 1808 que se contramarcó en Zanzíbar con dibujo e inscripción en árabe.

Faltos de monedas en circulación, el sultán Barghash ordenó la acuñación de unas pocas monedas en Londres, al mismo tiempo que marcó con un punzón todas las piezas extranjeras que circulaban por la isla. Este resello, que se utilizó a finales del siglo XIX, contenía un dibujo ornamental geométrico con la inscripción «Zanzíbar» en árabe. Se conocen monedas españolas (8 reales), francesas (5 francos), austríacas (talers) e inglesas (rupias) con esta curiosa marca. Durante esta época también se llegaron a resellar monedas extranjeras con diferentes letras y signos chinos.

## Naciones Unidas
Zanzíbar fue miembro de las Naciones Unidas desde el 16 de diciembre de 1963 hasta que se unió con Tanganica en abril de 1964 para crear Tanzania.

## Visires
- Sir Lloyd William Matthews (1890-1901)
- A.S. Rogers (1901-1906)
- Arthue Raikes (1906-1908)
- Francis Barton (1906-1913)

## Administradores británicos

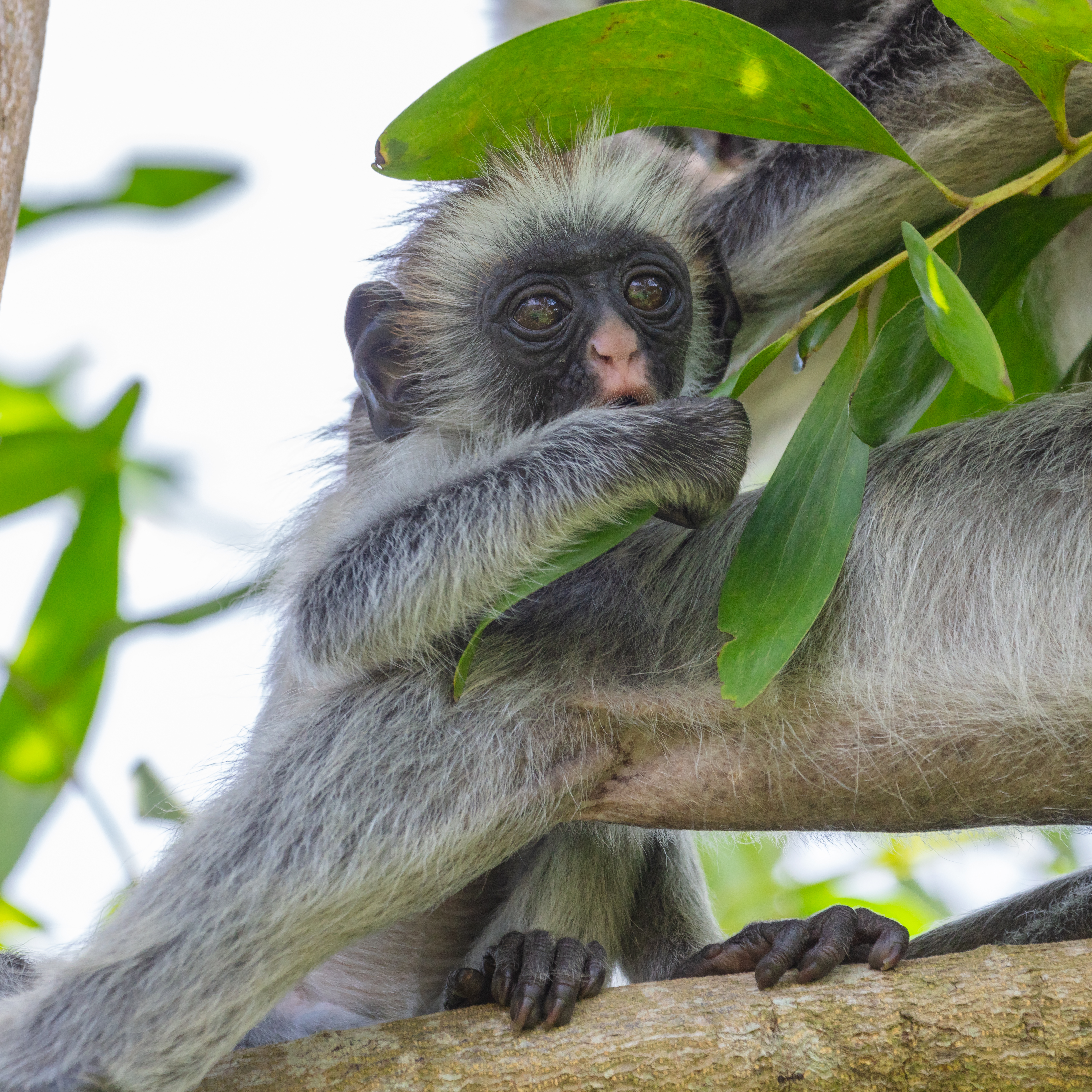
Colobo rojo de Zanzíbar (Piliocolobus kirkii), parque nacional de la Bahía Jozani Chwaka, Zanzíbar, Tanzania

- Francis Pearce (1913-1922)
- John Sinclair (1922-1923)
- Alfred Hollis (1923-1929)
- Richard Rankine (1929-1937)
- John Hall (1937-1940)
- Henry Pilling (1940-1946)
- Vincent Glenday 1946-1951)
- John Rankine (1952-1954)
- Henry Potter (1954-1959)
- Arthur Mooring (1959-1963)

## Cultura
Zanzíbar cuenta con una fascinante historia influenciada por persas, árabes, musulmanes, portugueses y el propio continente africano. Stone Town (una de las principales ciudades) está compuesta de hermosas calles, torres circulares, puertas de madera talladas y hermosas mezquitas. Los lugares arquitectónicos más importantes son el Puente Guliani, Livingstone y el palacio construido por el Sultán Barghash en 1883.
En la región se celebra anualmente el Festival Internacional de Cine de Zanzíbar, un evento creado en 1997 con el objetivo de desarrollar y promover las industrias cinematográficas y otras industrias culturales, como catalizador del crecimiento social y económico de la región.
Zanzíbar aparece como mapa en el modo multijugador de Halo 2.

## Deportes
- Selección de fútbol de Zanzíbar
- Primera División de Zanzíbar